# رود واسوانیپی
رود واسوانیپی رودی است که از ۴۹°۴۱′۷″ شمالی ۷۵°۵۷′۴۹″ غربی / ۴۹٫۶۸۵۲۸°شمالی ۷۵٫۹۶۳۶۱°غربی سرچشمه می‌گیرد و به Lake Matagami می‌ریزد. این رود از کشور کانادا می‌گذرد. طول آن ۲۱۰ کیلومتر (۱۳۰ مایل) است.